# Эриссон (кантон)
Эриссо́н (фр. Hérisson) — кантон во Франции, находится в регионе Овернь, департамент Алье. Входит в состав округа Монлюсон.
Код INSEE кантона — 0312. Всего в кантон Эриссон входит 17 коммун, из них главной коммуной является Эриссон.

## Коммуны кантона
| Коммуна         | Население, чел. (1999) | Почтовый индекс | Код INSEE |
| --------------- | ---------------------- | --------------- | --------- |
| Бизенёй         | 287                    | 03170           | 03031     |
| Валлон-ан-Сюлли | 1 712                  | 03190           | 03297     |
| Вена            | 242                    | 03190           | 03303     |
| Живарле         | 227                    | 03190           | 03123     |
| Кон-д’Алье      | 2 407                  | 03430           | 03084     |
| Ле-Бретон       | 352                    | 03350           | 03041     |
| Луру-Бурбонне   | 245                    | 03350           | 03150     |
| Луру-Одман      | 293                    | 03190           | 03153     |
| Майе            | 322                    | 03190           | 03158     |
| Нассиньи        | 145                    | 03190           | 03193     |
| Од              | 451                    | 03190           | 03010     |
| Рёньи           | 272                    | 03190           | 03213     |
| Сен-Капре       | 92                     | 03190           | 03222     |
| Сованьи         | 99                     | 03430           | 03269     |
| Тортезе         | 147                    | 03430           | 03285     |
| Эриссон         | 709                    | 03190           | 03127     |
| Эстиварей       | 1 033                  | 03190           | 03111     |

## Население
Население кантона на 2006 год составляло 8 920 человек.
| 1962  | 1968   | 1975  | 1982  | 1990  | 1999  | 2006  | 2007 | 2008 |
| ----- | ------ | ----- | ----- | ----- | ----- | ----- | ---- | ---- |
| 9 341 | 10 262 | 9 697 | 9 822 | 9 461 | 9 035 | 8 920 | —    | —    |